# Far Gate
Far Gate è un videogioco uscito nel 2001 per Microsoft Windows. È stato sviluppato da Super X Studios e pubblicato da Microïds. Il gioco è di strategia in tempo reale, che permette ai giocatori di giocare con una delle tre fazioni distinte utilizzando diverse unità e strutture. È stato uno dei primi videogiochi di strategia spaziale in tempo reale ad essere completamente in 3D. Sotto il titolo di The Rift, la prima versione di Far Gate è stato il vincitore del Premio del Pubblico a Choice 2000 Independent Games Festival. È uscito l'11 settembre 2001, giorno dell'attentato a New York.